# Caitlin Upton
Lauren Caitlin Upton (Lexington, Carolina del Sur; 27 de marzo de 1989) más conocida como Caitlin Upton, es una modelo y reina de belleza estadounidense.

## Carrera

### Concurso Miss Teen USA de 2007
Upton se convirtió en Miss South Carolina Teen USA en 2007 en el certamen estatal de noviembre de 2006. Luego se ubicó como tercera finalista en el certamen Miss Teen USA 2007. Obtuvo notoriedad internacional por su respuesta intrincada y sin sentido a una pregunta que le hicieron durante el concurso nacional de agosto de 2007. Durante el concurso, Upton respondió a una pregunta planteada por la presentadora Aimee Teegarden: "Encuestas recientes han demostrado que una quinta parte de los estadounidenses no pueden ubicar a los EE. UU. en un mapa mundial. ¿Por qué crees que es así?" Upton respondió:

Personalmente, creo que los estadounidenses no pueden hacerlo porque, eh, algunas, eh, personas en nuestra nación no tienen mapas y, eh, creo que nuestra educación es como la de Sudáfrica y, eh, la Irak, en todas partes como, y, creo que deberían, nuestra educación aquí en los EE. UU. debería ayudar a los EE. UU., eh, o, eh, debería ayudar a Sudáfrica y debería ayudar a Irak y a los países asiáticos, entonces poder construir nuestro futuro. Para nuestros hijos.

Como invitada en The Today Show de NBC, Upton les dijo a Ann Curry y Matt Lauer que se sintió abrumada cuando le hicieron la pregunta y que no la comprendió correctamente. Los anfitriones de The Today Show le dieron a Upton otra oportunidad para responder. Ella respondió:

Bueno, personalmente, mis amigos y yo, sabemos exactamente dónde está Estados Unidos en nuestro mapa. No conozco a nadie más que no lo haga. Y si las estadísticas son correctas, creo que debería haber más énfasis en la geografía en nuestra educación para que la gente aprenda a leer mejor los mapas.

Tanto Curry como Lauer, junto con miembros del equipo que no se veían, aplaudieron su respuesta.

### Carrera posterior al concurso
Desde entonces, ha modelado en anuncios de empresas como Nautica y Wrangler y ha aparecido en revistas nacionales como Seventeen, Cosmo Girl y American Cheerleader, and, of course, National Geographic and American Map Maker. Más tarde, Upton firmó un contrato con la agencia de modelos de Donald Trump en la ciudad de Nueva York.
Upton apareció en el video musical de Weezer "Pork and Beans", que fue lanzado el 23 de mayo de 2008, donde el micrófono que sostenía se convirtió en un sable de luz. En el mismo video, mezcla "Maps" en una licuadora Blendtec.
En 2010, Upton participó en The Amazing Race 16, donde aparece acreditada como Caite Upton y terminó la carrera en tercer lugar con su entonces novio Brent Horne.
Más recientemente, Upton se informó a sí misma como vendedora de bienes raíces en Brentwood (Los Ángeles). Se casó con el entrenador personal Charlie McNeil en el 2016 y se divorciaron en el 2019. En diciembre del 2019, Upton anunció que esperaba su primer hijo con su nuevo novio. Dieron la bienvenida a un hijo en enero de 2020.